# Lepilemur ankaranensis
Il lepilemure di Ankarana (Lepilemur ankaranensis Rumpler & Arbignac, 1975) è un lemure endemico del Madagascar.

## Descrizione
Misura fino a 53 cm di lunghezza, di cui poco meno della metà vanno attribuiti alla coda, per un peso complessivo di circa 750 g: queste misure ne fanno uno dei più piccoli lepilemuridi.

Il pelo è grigio nella zona dorsale, con zone più scure su spalle e posteriore: la zona ventrale è invece biancastra, mentre la punta della coda e la nuca sono bruno-grigiastre. Spesso su spalle, ginocchia e fronte sono presenti sfumature rosso-ruggine.

Gli occhi sono medio-grandi, rotondi e color nocciola: la testa è piccola ed arrotondata con orecchie pelose e triangolari anch'esse di piccole dimensioni, mentre la zona posteriore del corpo è più grande rispetto a quella anteriore a causa del voluminoso intestino (adattato ad una dieta erbivora a base di foglie), dando all'animale a riposo il curioso aspetto di una forma di provolone.

## Distribuzione e habitat
La specie è diffusa nella zona settentrionale del Madagascar (foreste di Ankarana, Andrafiamena, Analamerana e Montagna d'Ambra), dove preferisce vivere nelle zone di foresta decidua secca a basse altitudini, anche se sulle Montagna d'Ambra lo si trova nella foresta pluviale.

## Conservazione
La IUCN Red List classifica L. ankarensis come specie in pericolo di estinzione.
La specie è protetta all'interno del parco nazionale della Montagna d'Ambra e nelle riserve speciali di Analamerana, di Ankarana e della Foresta d'Ambra.
Figura nell'Appendice I della CITES (specie di cui è vietato il commercio).